# Gré Brouwenstijn
Gré Brouwenstijn (Gerda Demphina) fue una soprano lírico-dramática holandesa nacida en Den Helder en 1915 y fallecida en Ámsterdam en 1999 que se destacó en roles de Wagner, Verdi y Mozart.
Estudio en el Amsterdam Muzieklyceum, con Jaap Stroomenbergh, Boris Pelsky and Ruth Horna debutando como la primera dama en La flauta mágica de Mozart en 1940. Desde su debut en 1946 integró la compañía Opera Ámsterdam con gran éxito como Tosca y Leonore.
Actuó en Covent Garden, Glyndebourne Festival, Wiener Staatsoper, el Teatro Colón, París y en Estados Unidos, especialmente Chicago y San Francisco. Cantó en el Festival de Bayreuth en Elisabeth de Tannhäuser (1954-1956), Sieglinde, Freia, Eva (1956) y Gutrune (1955-1956).
Sus roles destacados fueron Rezia (Oberon), Donna Anna, Amelia, Aida, Martha, Agathe, Tatyana, Chrysothemis, Leonora, Jenufa, Iphigénie, Desdemona, Elsa y otros aunque es Leonora de Fidelio el personaje con que más se la asocia, lo cantó entre 1949 y su retiro en 1971.
Se retiró en 1971.

## Discografía de referencia
- D’Albert - Tiefland (Moralt 1957/Hopf, Schöffler, Czerwenka, Waechter, Kmentt)

- Beethoven - Fidelio (Gui 1952/Berdini, Sciutti, Bruscantini, Manca Serra)

- Puccini - Tosca (Benzi 1969/Maro, Derksen, Bakker)

- Verdi - Un Ballo in Maschera (Molinari-Pradelli 1958 /Zampieri, Colombo, Ratti)

- Verdi -Don Carlos (Carlo Maria Giulini 1958 live/Vickers, Tito Gobbi, Fedora Barbieri, Christoff, Langdon)

- Verdi - Il Trovatore (Cordone 1953 live/van der Zalm, Delorie, Holthaus)

- Wagner - Die Meistersinger von Nürnberg (Cluytens 1956 /Hotter, Windgassen, Schmitt-Walter, Greindl, Stolze, von Milinkovic)

- Wagner - Der Ring des Nibelungen (Knappertsbusch 1956 /Hans Hotter, Suthaus, Neidlinger, Windgassen, Astrid Varnay)

- Wagner - Tannhäuser (Keilberth 1954 live/ Ramón Vinay, Wilfert, Dietrich Fischer-Dieskau, Greindl)

- Wagner - Tannhäuser (Rodzinski 1957 live/Liebl, Wilfert, Waechter, Ernster)

- Wagner - Tannhäuser (Herbert von Karajan 1963 live/Beirer, Christa Ludwig, Waechter, Gottlob Frick)

- Wagner - Die Walküre (Leinsdorf 1961/George London, Jon Vickers, Ward, Birgit Nilsson, Rita Gorr)